# Municipio de Mariano Escobedo
El municipio de Mariano Escobedo es uno de los 212 municipios del estado mexicano de Veracruz. Su cabecera es la localidad de Mariano Escobedo. Según el censo de 2020, tiene una población de 38,670 habitantes.
Está ubicado en la región llamada de las Montañas y es uno de los suburbios de la ciudad de Orizaba. Es uno de los 212 municipios de la entidad. Está ubicado en las coordenadas 18°52" a 18°59'' latitud norte y 97°06” a 97°15'' longitud oeste.
En el municipio existen 47 localidades. Es un municipio categorizado como semiurbano. Algunas localidades sobresalientes son Texmola, Loma Grande, Frijolillo, Texmalaca, Ocoxotla, entre otras. También posee unidades habitacionales importantes como Palmira, Puerta del Sol y Puerta grande.
La cabecera municipal se encuentra a 20 minutos aproximadamente de la ciudad de Orizaba. 
Hay 18,520 hombres y 20,150 mujeres. La relación hombres-mujeres es de 91.9. El ratio de fecundidad de la población femenina es de 2.5 hijos por mujer.
El porcentaje de analfabetismo entre los adultos es del 11.4%) y el grado de escolaridad es de 7.8.
En Mariano Escobedo el 0.57% de los mayores de 5 años habla alguna lengua indígena.

## Clima
Mariano Escobedo tiene un clima principalmente  templado y húmedo, con lluvias abundantes principalmente en verano y algunas más en otoño.
Templado subhúmedo con lluvias en verano (38%), templado húmedo con abundantes lluvias en verano (36%), semicálido húmedo con lluvias todo el año (25%) y semicálido húmedo con abundantes lluvias en verano (1%).
Rango de temperatura 12 – 20 °C Rango de precipitación 900 – 1 600 mm

## Economía
- Agricultura: Sus principales cultivos son el maíz, frijol, trigo, chícharo, papa, haba, follaje y caña de azúcar
- Ganadería: Se cría ganado bovino, ovino, porcino, caprino, de carne y leche, equino, asnal y mular
- Industria: Esta actividad se realiza en menor escala, particularmente en panadería y molienda de nixtamal.
- Comercio: Los establecimientos comerciales que destacan son los de abarrotes y misceláneas, frutas y legumbres frescas, neverías, refresquerías y papelerías.
- Servicios: Dispone de talleres mecánicos, de autos, de bicicletas y aparatos eléctricos, y peluquerías.

## Monumentos históricos
Los monumentos que existen en este municipio son: la iglesia San José, construida a principios de siglo, y el Palacio Municipal.
El paisaje que ofrece este municipio es muy variado en fauna y vegetación. También se puede apreciar la majestuosidad del Pico de Orizaba, así como de las grandes montañas que conforman el municipio.
En este municipio se encuentra el Seminario Menor, que es una institución educativa y religiosa destinada a la formación de aquellos adolescentes y jóvenes que parecen poseer indicios de vocación al sacerdocio ministerial. El Seminario Menor tiene su domicilio en: "La Sagrada Familia"  5 de Mayo n.º 1,  C.P. 94420 Centro, Mariano Escobedo, Ver.

## Festividades
El municipio de Mariano Escobedo celebra sus tradicionales fiestas en honor al santo patrono San José en los días del 19 al 21 de marzo; danza de doce pares de Francia, procesiones y feria; y celebra el día de la fundación del municipio el 9 de noviembre de cada año. La celebración de las festividades religiosas tales como Semana Santa y el día de Todos Santos, en abril y noviembre respectivamente; son las fiestas de más tradición en el municipio. El traje típico es el del campesino, que consiste en sombrero, camisa, pantalón y huaraches o zapatos; la mujer lleva vestido, mandil, huaraches o zapatos. 
Música:	Son típicos del municipio los sones jarochos, el danzón, las décimas así como música popular.
Gastronomía:	Comida mexicana.

### Límites
|                            | Norte: la Perla faldas del Pico de Orizaba |                         |
| Oeste: la Perla Y Maltrata |                                            | Este: Atzacan y Orizaba |
|                            | Sur: Ixhuatlancillo y Nogales              |                         |